# Чернікова Любов Олександрівна
Чернікова Любов Олександрівна (нар. 23 вересня 1986, Івано-Франківськ, Івано-Франківська область) — українська дизайнерка одягу, засновниця, власниця та дизайнерка однойменного бренду «CHERNIKOVA».
Любов Чернікова авторка понад 27 колекцій дизайнерського одягу з елементами етно. Колекції були презентовані на Lviv Fashion Week, Fashion Runway Ukraina (Toronto, Canada), Celebration Of Silk (Bangkok, Thailand), Summer Weekend by Odesa Fashion Day 2017, Euro Fashion Union (Угорщина), Ukrainian Fashion Evening, Mercedes-Benz Fashion Show, Ptak Warsaw Expo, виставки в Чикаго, Sacramento County Fair, інші.
Вбрання бренду CHERNIKOVA одягають жінки, чоловіки та діти в понад 30 країнах світу. Це блузки, сукні, сорочки та авторські пальта з вишивкою. Особливістю колекцій є двосторонні корсетки – це сучасна  інтерпретація давнього традиційного елементу одягу.
Для творчості дизайнерка використовує домоткане конопляне полотно, льон, шовк, оксамит, батист. А для оздоби — орнаменти зі старовинних вишивок з одягу та предметів побуту в авторській інтерпретації, мереживо, елементи, виготовлені вручну на старовинному ткацькому верстаті, оригінальні техніки вибійки та петриківського розпису.

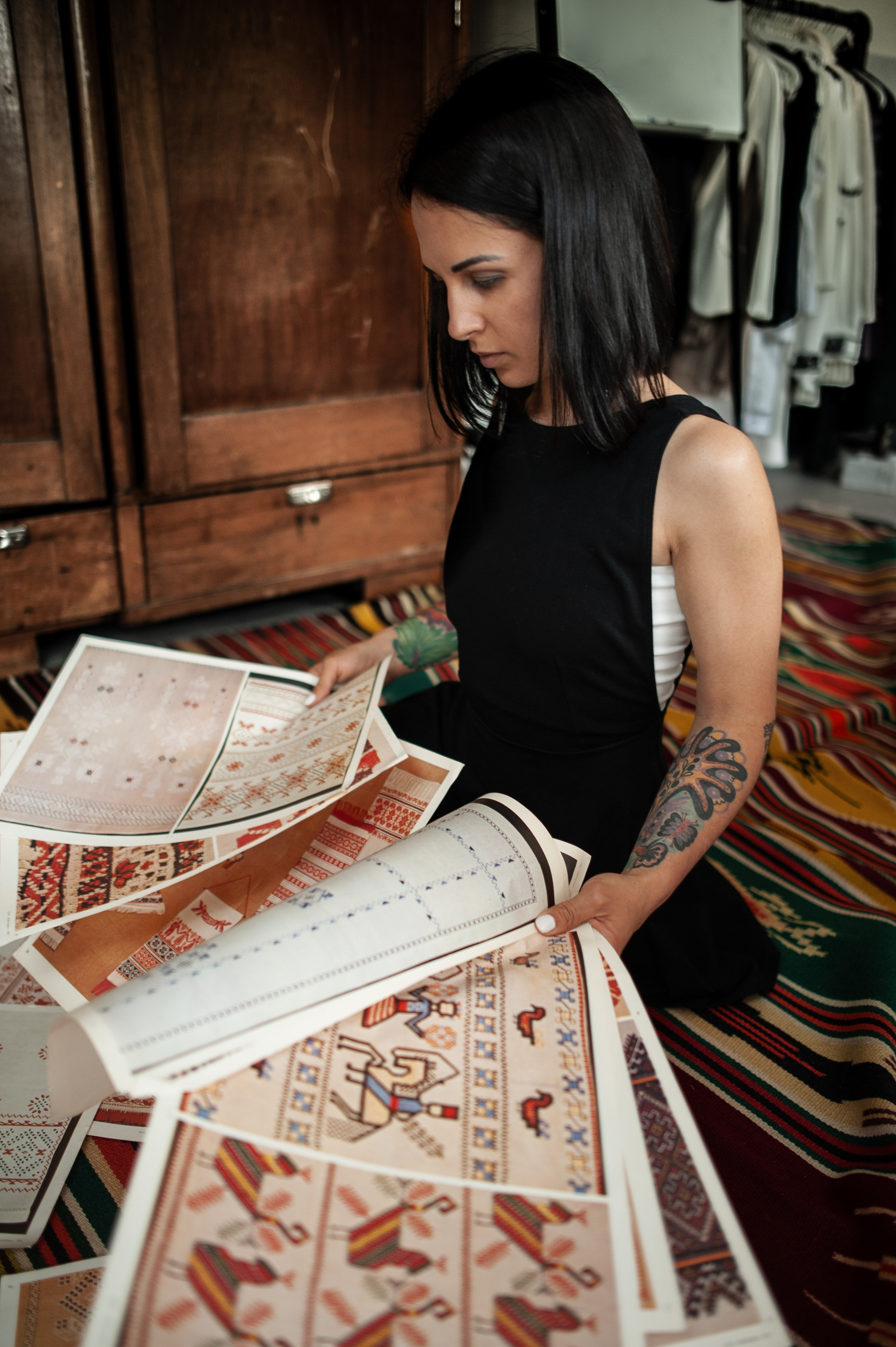
дизайнерка Любов Чернікова під час роботи

## Життєпис
Народилася 23 вересня 1986 року в Івано-Франківську. Навчалася у школі №3. Після школи вступила в Інститут мистецтв Прикарпатського національного університету імені Василя Стефаника, на художній факультет дизайну одягу.
2009 рік – презентує першу колекцію Гуцулка Ксеня.
2010 рік – відкриває власну швейну майстерню. Того ж року Люба презентує нову колекцію, яка складається з 17 моделей: вишиті сорочки, сукні, керсетки, пальта, чоловічі вишиванки, тощо. Показ відбувається в Культурно-мистецькому центрі «Є».
2012 рік – відкриття крамниці з авторським одягом бренду «CHERNIKOVA» у Фортечній галереї «Бастіон».
2013 рік – перша закордонна виставка у Чикаго.
Освіта та навчання
Навчалася у школі №3. Після школи вступила в Інститут мистецтв Прикарпатського національного університету імені Василя Стефаника, на художній факультет дизайну одягу.

## Творчість, натхнення та колаборації
Любов Чернікова каже, що найбільше її натхнення – тканина, текстура. Адже з першим доторком до матерії дизайнерка уявляє, який виріб з нього буде створювати.
Для оздоблення вбрання дизайнерка використовує вишивку, мереживо, хустки тощо.
В колекціях «CHERNIKOVA» є пальта, жакети, корсетки, сукні, сарафани, чоловічі вишиванки, жіночі вишиті сорочки, блузи, пончо, хустини тощо.
Для оздоби використовує здебільшого машинне вишиття. А самі орнаменти – це авторське бачення, інтерпретація стародавніх узорів з вишиванок, які Люба знаходить в експедиціях чи приватних колекціях. Щодо вишивки - це борщівська та низинка, котрі популярні в багатьох регіонах України.
Також вбрання прикрашає елементами з хустин, мереживом, тканими елементами, які виготовляють вручну на старовинному ткацькому верстаті.
Дизайнерка уважна до силуетів, тканин, узорів та кольористики своїх робіт. Працює над грою контрастів, яскравими барвами. Завдяки цьому, Любов повніше розкриває стародавні орнаменти. Адаптовує традицію, автентику з сучасністю та новітніми технологіями. Як результат – вироби українського бренду мають особливий образ для поціновувачів небанальних дизайнерських рішень.

### Знаменитості, які одягали вбрання від Люби Чернікової

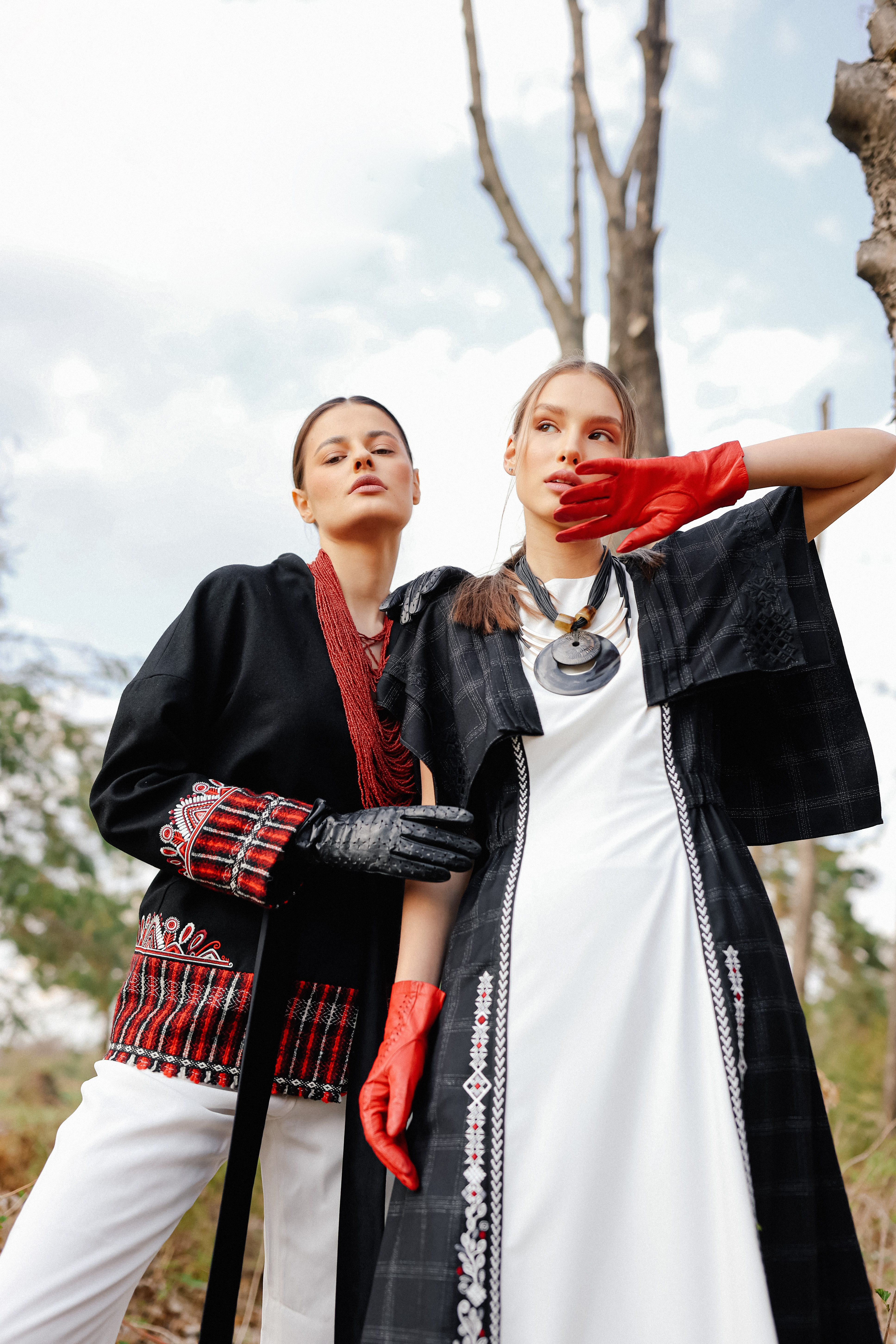
Колекція "Єднання", 2022

- Катерина Павленко, солістка гурту Go_A під час Євробачення 2021 [5]
- Співачка NAVKA[6]
- Фолькгурт Марвінок[7][8]
- Капела бандуристок «Дзвінга»[9][10]
- Ірина Галай – під час успішного сходження на К2 зняла відео з привітанням з Днем незалежності[11] у сорочці бренду «CHERNIKOVA» зі старовинного конопляного домотканого полотна та оксамиту.
- Галина Баранкевич, актриса Франківського драмтеатру.
- Співак Василь Мельникович, відомий як Гуцул-Хуліган
- Ірина Федишин
- Гурт «Гарда»[12]

### Колекції
| Рік  | Назва                                   | Опис | Покази/виставки                                                      |
| 2009 | Гуцулка Ксеня                           | Колекція складається з 17 жіночих та чоловічих костюмів, виконаних із використанням етнічних мотивів та традиційних матеріалів — вовни, льону та хутра. | Культурно-мистецький центр «Є»                                       |
| 2010 | Культ                                   | Сукні та туніки, оздоблені етнічними орнаментами з квітковим та геометричним мотивами. Використані натуральні матеріали: домоткане полотно, льон, бавовна. |                                                                      |
| 2011 | Маланка                                 | В колекції оригінальні двосторонні корсетки та вовняні пальта. В середині оздоблені яскравими підкладками з хусток. | Lviv Fashion Week                                                    |
| 2012 | То все мОє                              | У колекції максісукні з легкої, повітряної бавовняної тканини, пальта і костюми з вовни. Чоловічі куртки з лаконічною оздобою в етнічному стилі. Оздоблення – вишиття з елементами полтавського рушника. | персональна виставка у фортечній галереї «Бастіон»                   |
| 2013 | Літня                                   | Яскраві сукні та костюми з натуральних тканин, оздоблені вишивкою та мереживом. Особливістю колекції стали вироби з тканим полотном, створеного вручну на верстаті. | персональна виставка у фортечній галереї «Бастіон»                   |
| 2013 | Зимна                                   | У колекції сукні, пальта й керсетки, створені винятково з натуральних матеріалів, ткацтва, машинної та ручної вишивки. Особливість колекції – двосторонні корсетки, декорованих хутром і хустками. | персональна виставка у фортечній галереї «Бастіон» виставка у Чикаго |
| 2015 | Жнива                                   | Жіночі сукні, костюми, блузка та чоловічі сорочки з конопляного домотканого полотна. У складі тканини: бавовна, конопля, льон. Оздоба - контрастна вишивка, мереживо. | Lviv Fashion Week                                                    |
| 2015 | Висновок                                | Колекція складається з 16 моделей: 4 – чоловічих та 12 жіночих нарядів. Основна частина моделей – це верхній одяг для сезону осінь-зима 2015-2016. Колекція пошита з вовни, натурального хутра, каракуля. Прикрашена кольоровою вишивкою у дещо нетрадиційній кольоровій гамі та елементи крайки. Усі крайки виготовлені у власній майстерні на старовинному ткацькому верстаті.                                                                          | персональна виставка у фортечній галереї «Бастіон»                   |
| 2015 | В.ІРА                                   | У колекції жакети та сукні з домотканого полотна, оздоблені вишивкою ручної роботи у старовинній техніці лічильної гладі. Цю вишивку відрізняють специфічні кольорові рішення та оригінально побудована композиція. | Lviv Fashion Week Euro Fashion Union (Угорщина)                      |
| 2015 | Бо.Любов.                               | 12 образів, з ретельним поєднанням композиції та колірної гами. Вбрання зроблено з легких натуральних тканин: вовни, оксамиту, велюру і віскози. Оздоблені вовняним та лляним мереживом, льоном, металом, деревом та хутром. | Lviv Fashion Week Euro Fashion Union (Угорщина)                      |
| 2016 | Сьогодні                                | Основні образи — верхній одяг, сукні та костюми, прикрашені борщівською вишивкою. Всього — 20 одиниць. | Lviv Fashion Week SUMMER WEEKEND BY ODESSA FASHION DAY               |
| 2016 | Джерело                                 | У колекції «Джерело» дизайнер доповнила повітряні силуети максісуконь образами троянди й кропу. Палітра колекції стримана – переважають відтінки бежевого, молочного, димчастого і чорного. Використана натуральна тканина – батист. Усі фасони легкі та летючі. | SUMMER WEEKEND BY ODESSA FASHION DAY                                 |
| 2017 | Шлях додому                             | Максісукні та верхній одяг, які оздоблені вишитими малюнками з геометричними мотивами. Стиль вишивки — низинка традиційного одягу Полісся. Палітра кольорів: беж, коричневий, морська хвиля, голубий. Колекція про підсвідомий вибір орнаментів і символів, які повертають людську душу до рідної домівки. | Колекція вперше була представлена на виставці в Одесі, квітень 2017  |
| 2017 | Небесна                                 | Колекція з легкими сукнями з батисту, вишиті штани-кльош і шорти з костюмної тканини та невагомі котонові блузи. Оздоблені вироби ніжним темно-синім оксамитом та вишитими візерунками (старовинні мотиви та техніки переосмислені у сучасності) — гербери, папороть, різноманітні геометричні орнаменти. Тонке синє полотно — то небесна гладь, білі цятки фарби — зорі, а скупчення орнаментів — цілий Чумацький Шлях.                                  | SUMMER WEEKEND BY ODESSA FASHION DAY 2017                            |
| 2018 | Я Бачу                                  | 25 неординарних образів — жіночих та чоловічих, які балансують на межі стриманості та вишуканості, ніжності й неприборканості. | Lviv Fashion Week Fashion Runway Ukraina (Toronto, Canada);          |
| 2018 | Expectance                              | Колекція з натуральним шовком, делікатним мереживом, камінням Swarowski. | Lviv Fashion Week                                                    |
| 2018 | 2018                                    | У колекції жіночі куртки, пальта та корсетки. Палітра колекції стримана – переважають відтінки сірого, коричневого, бордового. Основна тканина – натуральна вовна. Оздоблені авторською вишивкою з квітковими мотивами. |                                                                      |
| 2019 | 2019                                    | Основою колекції стало Світове Дерево або Дерево Роду полтавських рушників. Колекція стримана, чорно-біла з невеликим вкрапленням вишневих та червоних. | Свято Шовку Celebration Of Silk (Bangkok, Thailand)                  |
| 2021 | Кров з молоком                          | Колекція створена за мотивами вишивки Східного Поділля з натуральних бавовняних та конопляних полотен. В цих моделях одягу візерунки одноколірні та стримані з метою носити сукні та блузки щодня. Мотиви геометричні та анімалістичні, які частіше закінчують форму, залишаючи центральне місце композиції особистості, яка обирає такий одяг. |                                                                      |
| 2022 | Єднання                                 | В час, коли ворог прагне розділити нашу країну, народилася колекція вишитого та етнічного одягу, що з'єднала елементи традиційних візерунків з різних міст України. На сукнях, пальтах, жакетах та сорочках орнамент художниці Олесі Вакуленко з Харкова і Марини Маряренко, яка працює в техніці петриківський розпис, та елементи візерунка з полтавського рушника Дерево Роду. Особливе місце в колекції посідає тканина ручної роботи Анни Ясінської. |                                                                      |
| 2022 | Літня капсульна колекція «Flower pixel» | Літня капсульна колекція поєднала зрозумілі фасони, вільні силуети та акцентний принт у вигляді піксельної вишивки за мотивами домотканих килимів Буковини. Тлом для яскравого принту обрали базові чорний та білий кольори В капсулі представлені сарафани вільного фасону в підлогу, широкі брюки з лампасами, укорочені топи. Фокус — на яскравому піксельному принті з червоними квітами, а також стрічках, якими оздоблені шовкові штани і топи.     |                                                                      |

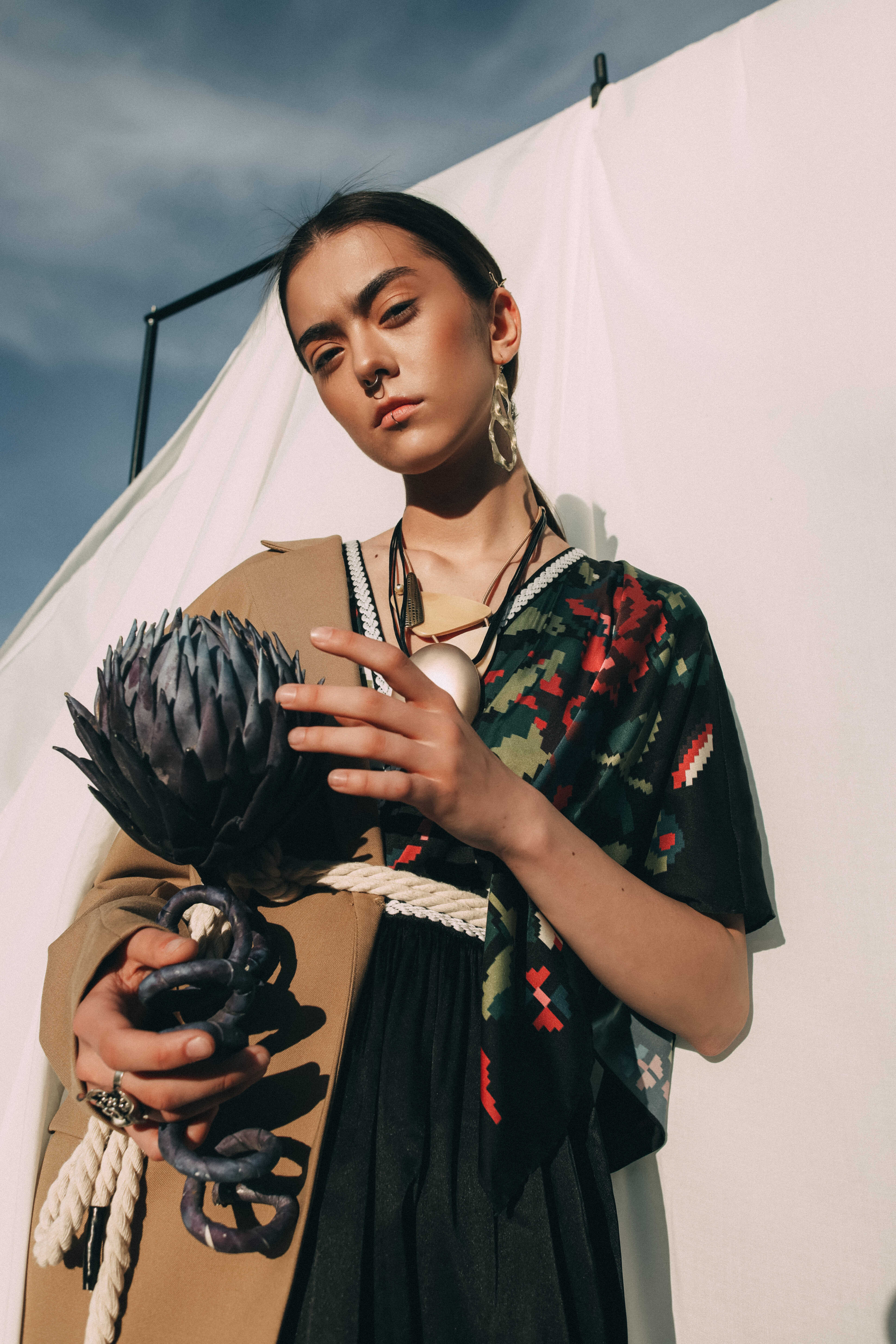
Літня капсульна колекція "Flower pixel"

### Участь у модних показах та виставках
2011, 2014, 2015, 2016, 2018 – Lviv Fashion Week 
2013 – Ukrainian Fashion Nihgt  в Chicago
2015 – Euro Fashion Union в Угорщині
2016 – Mercedes-Benz Fashion Show
2016 – Ukrainian Fair: Together for Freedom, Sacramento County Fair 
2016 – NW Ukrainian Festival, присвячений 25-річчю Незалежності України, на території Кроссроадс-Парк м.Белв’ю 
2016, 2017 – SUMMER WEEKEND BY ODESSA FASHION DAY
2017 – Ukrainian Embassy Astana, Kazakhstan
2018 – фестиваль етно моди «Крайка»
2018 – Fashion Runway Ukraina (Toronto, Canada)
2018 – виставки в Австрії: Ukrainian Fashion Evening, яку організував VIC Ukrainian Club  спільно із Постійним представництвом України при міжнародних організаціях у Відні Тиждень України в ООН  в рамках Українського тижня в ООН
2018 – Ptak Warsaw Expo 
2019 – Свято Шовку Celebration Of Silk (Bangkok, Thailand)
Приватні покази.

## Цікаві факти
Любов Чернікова захоплюється альпінізмом, даун-хілом, скелелазінням.
Крім походів українськими Карпатами, ходила Кавказькими горами.
Відвідала 27 країн, в тому числі Південну Америку, де подорожувала у пошуках нових ідей та дослідження традиційного вбрання інків – корінних жителів Перу.
Спікер на конференції TEDx